# Coppa Italia 2021-2022 (hockey su prato maschile)
La Coppa Italia  2021-2022 di hockey su prato maschile di hockey su prato maschile ha rappresentato la 25ª edizione del torneo ed è stata vinta dalla Polisportiva Ferrini Cagliari in finale contro la società HCC Butterfly

## Formato competizione
Il formato della competizione ha previsto un primo round con sei gironi. La prima classificata di ogni girone ha avuto direttamente accesso al round 2.
Il round due a sua volta ha previsto sei gironi con la prima classificata di ogni girone che ha avuto accesso al round 3.
Il round tre ha previsto quattro gironi, due da cinque sqaudre e due da sei squadre, con le prime due classificate che hanno guadagnato l’accesso alle semifinali.
Le semifinali hanno determinato le due squadre finaliste per il titolo e le due squadre finaliste per il terzo posto.

## Round 3

### Round 3/A

#### Girone A
| Bra 5 marzo 2022, ore 11:00 | Bra | 6 – 3 referto | Superba HC | Campo "Augusto Lorenzoni" |

| Bra 5 marzo 2022, ore 15:00 | Superba HC | 0 – 4 referto | Bonomi | Campo "Augusto Lorenzoni" |

| Bra 6 marzo 2022, ore 11:00 | Bra | 2 – 1 referto | Bonomi | Campo "Augusto Lorenzoni" |

#### Girone B
| Bra 6 marzo 2022, ore 13:00 | US Moncalvese | 0 – 3 referto | Valchisone | Campo "Augusto Lorenzoni" |

#### Finale
| Bra 6 marzo 2022, ore 16:00 | Bra | 4 – 5 referto | Valchisone | Campo "Augusto Lorenzoni" |

### Round 3/B

#### Girone A
| Padova 5 marzo 2022, ore 10:00 | CUS Padova | 2 – 1 referto | Villafranca | Campo CUS Padova |

| Padova 5 marzo 2022, ore 14:00 | Villafranca | 1 – 2 referto | UHC Adige | Campo CUS Padova |

| Padova 5 marzo 2022, ore 16:30 | UHC Adige | 0 – 5 referto | CUS Padova | Campo CUS Padova |

#### Girone B
| Reggio Emilia 5 marzo 2022, ore 9:30 | Bologna | 2 – 3 referto | Città del Tricolore | Impianto "Balestri Gambini" |

| Reggio Emilia 5 marzo 2022, ore 13:30 | Bondeno | 4 – 2 referto | Bologna | Impianto "Balestri Gambini" |

| Reggio Emilia 5 marzo 2022, ore 16:00 | Bondeno | 4 – 2 referto | Città del Tricolore | Impianto "Balestri Gambini" |

#### Finale
| Bondeno 6 marzo 2022, ore 12:00 | Bondeno | 3 – 2 referto | CUS Padova | Campo A. Giatti c/o Centro Sportivo Bihac |

### Round 3/C

#### Girone A
| Roma 5 marzo 2022, ore 15:00 | Roma | 2 – 4 referto | Butterfly Roma | Stadio Giulio Onesti |

| Roma 6 marzo 2022, ore 10:00 | Butterfly Roma | 1 – 0 referto | Roma | Stadio Giulio Onesti |

#### Girone B
| Roma 5 marzo 2022, ore 14:00 | Lazio | 6 – 1 referto | HC Potenza Picena | Euroma Hockey Stadium |

| Roma 5 marzo 2022, ore 17:00 | Tevere Eur | 8 – 1 referto | HC Potenza Picena | Euroma Hockey Stadium |

| Roma 6 marzo 2022, ore 10:00 | Tevere Eur | 1 – 1 referto | Lazio | Euroma Hockey Stadium |

#### Finale
| Roma 6 marzo 2022, ore 17:00 | Butterfly Roma | 0 – 4 referto | Tevere Eur | Stadio Giulio Onesti |

### Round 3/D

#### Girone A
| Cagliari 3 marzo 2022, ore 20:00 | Ferrini | 2 – 2 referto | CUS Cagliari | Impianto Alberto Maxia |

| Cagliari 5 marzo 2022, ore 15:00 | HC Riva | 2 – 5 referto | Ferrini | Impianto Alberto Maxia |

| Cagliari 6 marzo 2022, ore 10:00 | CUS Cagliari | 3 – 0 referto | HC Riva | Impianto Alberto Maxia |

#### Girone B
| Cagliari 3 marzo 2022, ore 20:30 | Amsicora | 7 – 2 referto | Juvenilia Uras | Stadio Amsicora |

| Cagliari 5 marzo 2022, ore 15:00 | HT Sardegna | 1 – 7 referto | Amsicora | Stadio Amsicora |

| Cagliari 6 marzo 2022, ore 10:00 | Juvenilia Uras | 2 – 3 referto | HT Sardegna | Stadio Amsicora |

#### Finale
| Cagliari 6 marzo 2022, ore 15:00 | Ferrini | 3 – 1 referto | Amsicora | Impianto Alberto Maxia |

## Round 4
| Roma 15 maggio 2022, ore 18:00 | Tevere Eur | 1 – 2 referto | Butterfly Roma | Euroma Hockey Stadium |

| Bondeno 15 maggio 2022, ore 15:00 | Bondeno | 2 – 1 referto | Bra | Campo A. Giatti c/o Centro Sportivo Bihac |

| Cagliari 15 maggio 2022, ore 14:30 | Ferrini | 9 – 1 referto | CUS Padova | Impianto Alberto Maxia |

| Villar Perosa 15 maggio 2022, ore 11:00 | Valchisone | 2 – 3 referto | Amsicora | Michellonet |

## Fase finale

### Semifinali
| Bra 25 giugno 2022 2022, ore 18:00 | Ferrini | 5 – 4 referto | Bondeno | Campo "Augusto Lorenzoni" |

| Bra 25 giugno 2022 2022, ore 18:00 | Butterfly Roma | 6 – 3 referto | Amsicora | Campo "Augusto Lorenzoni" |

### Finale 3/4 posto
| Bra 26 giugno 2022 2022 | Bondeno | 6 – 7 referto | Amsicora | Campo "Augusto Lorenzoni" |

### Finalissima
| Bra 26 giugno 2022 2022 | Ferrini | 3 – 2 referto | Butterfly Roma | Campo "Augusto Lorenzoni" |

## Verdetti
- Coppa Italia:  Ferrini